# Enghien-les-Bains
Enghien-les-Bains és un municipi francès, situat al departament de Val-d'Oise i a la regió de Illa de França. L'any 2007 tenia 12.199 habitants.
Forma part del cantó de Montmorency, del districte de Sarcelles i de la Comunitat d'aglomeració Plaine Vallée.

## Demografia

### Població
El 2007 la població de fet d'Enghien-les-Bains era de 12.199 persones. Hi havia 5.436 famílies, de les quals 2.149 eren unipersonals (764 homes vivint sols i 1.385 dones vivint soles), 1.296 parelles sense fills, 1.433 parelles amb fills i 558 famílies monoparentals amb fills.
La població ha evolucionat segons el següent gràfic:
Habitants censats

### Habitatges
El 2007 hi havia 5.961 habitatges, 5.579 eren l'habitatge principal de la família, 57 eren segones residències i 325 estaven desocupats. 1.392 eren cases i 4.401 eren apartaments. Dels 5.579 habitatges principals, 2.903 estaven ocupats pels seus propietaris, 2.487 estaven llogats i ocupats pels llogaters i 190 estaven cedits a títol gratuït; 577 tenien una cambra, 1.261 en tenien dues, 1.427 en tenien tres, 1.085 en tenien quatre i 1.229 en tenien cinc o més. 3.272 habitatges disposaven pel capbaix d'una plaça de pàrquing. A 2.972 habitatges hi havia un automòbil i a 1.117 n'hi havia dos o més.

### Piràmide de població
La piràmide de població per edats i sexe el 2009 era:
| Homes | Edats   | Dones |
| ----- | ------- | ----- |
| 4     | 95 o +  | 48    |
| 16    | 90 a 94 | 96    |
| 64    | 85 a 89 | 164   |
| 64    | 80 a 84 | 148   |
| 232   | 75 a 79 | 348   |
| 180   | 70 a 74 | 320   |
| 212   | 65 a 69 | 268   |
| 252   | 60 a 64 | 256   |
| 280   | 55 a 59 | 332   |
| 360   | 50 a 54 | 400   |
| 296   | 45 a 49 | 336   |
| 260   | 40 a 44 | 360   |
| 348   | 35 a 39 | 380   |
| 368   | 30 a 34 | 420   |
| 408   | 25 a 29 | 480   |
| 236   | 20 a 24 | 284   |
| 216   | 15 a 19 | 248   |
| 256   | 10 a 14 | 244   |
| 344   | 5 a 9   | 220   |
| 260   | 0 a 4   | 272   |

## Economia
El 2007 la població en edat de treballar era de 7.587 persones, 5.960 eren actives i 1.627 eren inactives. De les 5.960 persones actives 5.390 estaven ocupades (2.708 homes i 2.682 dones) i 570 estaven aturades (264 homes i 306 dones). De les 1.627 persones inactives 362 estaven jubilades, 735 estaven estudiant i 530 estaven classificades com a «altres inactius».

### Ingressos
El 2009 a Enghien-les-Bains hi havia 5.144 unitats fiscals que integraven 11.273 persones, la mediana anual d'ingressos fiscals per persona era de 27.603 €.

### Activitats econòmiques
Dels 1.332 establiments que hi havia el 2007, 2 eren d'empreses extractives, 13 d'empreses alimentàries, 5 d'empreses de fabricació de material elèctric, 19 d'empreses de fabricació d'altres productes industrials, 103 d'empreses de construcció, 312 d'empreses de comerç i reparació d'automòbils, 24 d'empreses de transport, 75 d'empreses d'hostatgeria i restauració, 48 d'empreses d'informació i comunicació, 74 d'empreses financeres, 71 d'empreses immobiliàries, 261 d'empreses de serveis, 232 d'entitats de l'administració pública i 93 d'empreses classificades com a «altres activitats de serveis».
Dels 247 establiments de servei als particulars que hi havia el 2009, 1 era una comissaria de policia, 1 oficina d'administració d'Hisenda pública, 1 oficina de correu, 15 oficines bancàries, 1 funerària, 2 tallers de reparació d'automòbils i de material agrícola, 2 autoescoles, 11 paletes, 12 guixaires pintors, 12 fusteries, 21 lampisteries, 15 electricistes, 19 empreses de construcció, 24 perruqueries, 2 veterinaris, 58 restaurants, 26 agències immobiliàries, 5 tintoreries i 19 salons de bellesa.
Dels 147 establiments comercials que hi havia el 2009, 1 era un hipermercat, 2 botigues de més de 120 m², 5 botiges de menys de 120 m², 11 fleques, 5 carnisseries, 11 llibreries, 72 botigues de roba, 6 botigues d'equipament de la llar, 9 sabateries, 4 botigues d'electrodomèstics, 2 botigues de mobles, 2 botigues de material esportiu, 1 una botiga de material esportiu, 3 drogueries, 3 perfumeries, 4 joieries i 6 floristeries.

## Equipaments sanitaris i escolars
El 2009 hi havia 1 hospital de tractaments de curta durada, 1 maternitat i 8 farmàcies.
El 2009 hi havia 2 escoles maternals i 3 escoles elementals. A Enghien-les-Bains hi havia 2 col·legis d'educació secundària, 2 liceus d'ensenyament general i 1 liceu tecnològic. Als col·legis d'educació secundària hi havia 1.403 alumnes, als liceus d'ensenyament general n'hi havia 2.145 i als liceus tecnològics 644.

## Poblacions més properes
El següent diagrama mostra les poblacions més properes.

## Activitats esportives
Entre 1995 i 2003 s'hi van celebrar, en anys alterns, cinc edicions del Torneig d'escacs d'Enghien, un torneig d'escacs que va contribuir en gran manera al desenvolupament dels escacs a França.